# Otto Gerbl
Otto Gerbl (* 18. November 1882; † nach 1958) war ein deutscher Rechtsanwalt. Von 1945 bis 1958 war er Landrat des Landkreises Landsberg am Lech.
Gerbl war nach seiner Promotion als Rechtsanwalt in München tätig. Nach Ende des Zweiten Weltkriegs wurde er von der US-amerikanischen Kontrollregierung als Landrat des Landkreises Landsberg am Lech eingesetzt. In diesem Amt wurde er zunächst 1948 durch den Kreistag und vier Jahre später durch Direktwahl bestätigt.
Seine Amtszeit war gekennzeichnet vom Wiederaufbau des Landkreises.

## Werke
- Otto Gerbl: Die Kontrolle der Steuerverwaltung durch die Landstände in Bayern. Dissertation, München 1911.